# Andrei Prepeliță
Andrei Prepeliță (n. 8 decembrie 1985, Slatina, Olt, România) este un fotbalist român retras din activitate, care a jucat pe post de mijlocaș la echipe ca Argeș, Steaua București și FCU Craiova. Pe plan internațional, are prezențe la națională pentru România Sub-19, România Sub-21 și România. După încheierea carierei, a devenit antrenor, și antrenează în prezent pe AFC Unirea Slobozia.

## Cariera de jucător
A debutat pentru FC Argeș Pitești în Liga I pe 7 mai 2003 într-un meci pierdut împotriva echipei Gloria Bistrița. În 2007, s-a transferat împreună cu Ciprian Tănasă la FC Universitatea Craiova. În 2011, în contextul dezafilierii Universității Craiova, Prepeliță a semnat un contract pe patru ani cu FC Steaua București.

## Echipele naționale
Pe când juca la FC Argeș, Prepeliță a fost convocat la naționala României sub 19 ani, pentru care a jucat 6 meciuri, și la cea sub 21, pentru care a jucat 18 meciuri și a marcat un gol. A continuat să rămână în vederile naționalei mari, dar a apărut doar într-un meci de antrenament jucat între naționala mare și cea de tineret. Debutul la echipa națională a avut loc în 2014, în preliminariile Campionatului European de Fotbal din 2016, când a intrat în minutul 84 în locul lui Ovidiu Hoban în meciul câștigat cu 1-0 în deplasare împotriva Greciei.

## Performanțe internaționale
Cu Steaua București a ajuns până în grupele UEFA Champions League în sezonul 2013-2014, evoluând în 2 meciuri în această competiție.

## Cariera de antrenor
În decembrie 2020, Prepeliță a devenit antrenor-jucător la FC Argeș. Debutul său a fost înregistrat într-o înfrângere cu 1-0 în fața echipei Academica Clinceni.
La finalul anului 2020, Prepeliță și-a încheiat cariera de jucător și a rămas doar antrenor la FC Argeș. Neavând licența Pro, Prepeliță a fost ajutat de Mihai Ianovschi. Preluând echipa de pe ultimul loc în Liga I la începutul lui 2021, Prepeliță a reușit s-o conducă pe FC Argeș la o serie de 11 meciuri fără înfrângere prin care piteștenii s-au apropiat de intrarea în play-off, seria fiind întreruptă de o înfrângere de 0-5 împotriva campioanei CFR Cluj. FC Argeș a terminat campionatul pe locul 7, la două puncte în spatele FC Botoșani, ocupanta ultimului loc de play-off, însă a suferit o scădere de formă în play-out, terminând campionatul pe locul 11.
În octombrie 2022, după parcursul slab din ultimele 10 partide oficiale (1 victorie, 3 egaluri și 6 înfrângeri), Prepeliță a fost demis de la conducerea echipei piteștene. Chiar și fără el, FC Argeș a retrogradat, fiind învinsă la baraj de Dinamo. În vara următoare, Prepeliță a semnat cu echipa FC Gloria Buzău din Liga a II-a, cu obiectivul de a promova în Liga I.

## Palmares
Steaua București
- Liga I (3): 2012-2013,[12] 2013-2014, 2014-2015
- Cupa României: 2014-2015

Finalist: 2013-2014
- Supercupa României: 2013

Finalist:  2014
- Cupa Ligii: 2014-2015

Ludogorets Razgrad
- Prima Ligă Bulgară: 2015-2016

## Statistici carieră

### Club
(La 31 august 2016)
| Club                  | Sezon         | Campionat | Campionat | Cupă    | Cupă   | Cupa Ligii | Cupa Ligii | Europa  | Europa | Altele  | Altele | Total   | Total  |
| Club                  | Sezon         | Meciuri   | Goluri    | Meciuri | Goluri | Meciuri    | Goluri     | Meciuri | Goluri | Meciuri | Goluri | Meciuri | Goluri |
| --------------------- | ------------- | --------- | --------- | ------- | ------ | ---------- | ---------- | ------- | ------ | ------- | ------ | ------- | ------ |
| Argeș Pitești         | 2002–03       | 4         | 0         | 0       | 0      | —          | —          | —       | —      | —       | —      | 4       | 0      |
| Argeș Pitești         | 2003–04       | 25        | 3         | 2       | 0      | —          | —          | —       | —      | —       | —      | 27      | 3      |
| Argeș Pitești         | 2004–05       | 26        | 2         | 3       | 0      | —          | —          | —       | —      | —       | —      | 29      | 2      |
| Argeș Pitești         | 2005–06       | 28        | 2         | 1       | 0      | —          | —          | -       | -      | —       | —      | 29      | 2      |
| Argeș Pitești         | 2006–07       | 29        | 4         | 2       | 0      | —          | —          | —       | —      | —       | —      | 31      | 4      |
| Total                 | Total         | 112       | 11        | 8       | 0      | -          | -          | -       | -      | -       | -      | 120     | 11     |
| Universitatea Craiova | 2007–08       | 30        | 1         | 0       | 0      | —          | —          | —       | —      | —       | —      | 30      | 1      |
| Universitatea Craiova | 2008–09       | 33        | 2         | 2       | 0      | —          | —          | —       | —      | —       | —      | 35      | 2      |
| Universitatea Craiova | 2009–10       | 29        | 3         | 1       | 0      | —          | —          | —       | —      | —       | —      | 30      | 3      |
| Universitatea Craiova | 2010–11       | 28        | 1         | 2       | 1      | —          | —          | —       | —      | —       | —      | 30      | 2      |
| Total                 | Total         | 120       | 7         | 5       | 1      | -          | -          | -       | -      | -       | -      | 125     | 8      |
| Steaua București      | 2011–12       | 11        | 0         | 1       | 1      | —          | —          | 7       | 0      | —       | —      | 19      | 1      |
| Steaua București      | 2012–13       | 18        | 1         | 2       | 0      | —          | —          | 8       | 0      | —       | —      | 28      | 1      |
| Steaua București      | 2013–14       | 26        | 3         | 5       | 0      | —          | —          | 4       | 0      | 1       | 0      | 36      | 3      |
| Steaua București      | 2014–15       | 27        | 5         | 3       | 0      | 3          | 0          | 11      | 1      | 1       | 0      | 45      | 6      |
| Total                 | Total         | 82        | 9         | 11      | 1      | 3          | 0          | 30      | 1      | 2       | 0      | 128     | 11     |
| Ludogorets Razgrad    | 2015–16       | 25        | 1         | 1       | 0      | —          | —          | 2       | 0      | 0       | 0      | 28      | 1      |
| Ludogorets Razgrad    | 2016–17       | 0         | 0         | 0       | 0      | —          | —          | 1       | 0      | 0       | 0      | 1       | 0      |
| Total                 | Total         | 25        | 1         | 1       | 0      | 0          | 0          | 3       | 0      | 0       | 0      | 29      | 1      |
| Total carieră         | Total carieră | 339       | 28        | 25      | 2      | 3          | 0          | 33      | 1      | 2       | 0      | 402     | 31     |